# Touchy!
"Touchy!" é um single da banda norueguesa A-ha, lançado no ano de 1988. É o terceiro single do álbum Stay on These Roads. Estima-se que o single da música tenha vendido cerca de 900.000 cópias em todo o mundo.

## Vídeo
A canção é considerada um clássico da banda, sendo inclusive uma das raras músicas "alegres" do A-ha. Seu videoclipe foi gravado nas cidades de Deauville e Paris, ambas na França e mostra a banda em um resort de praia, intercaladas com imagens em preto-e-branco do vocalista Morten Harket e dos outros membros da banda cantando a canção. Os três aparecem fazendo várias "brincadeiras" com mulheres. É possível ver também no clipe diversas moças fazendo nado sincronizado.
O clipe foi dirigido por Kevin Moloney.

## Desempenho nas paradas musicais
| Parada musical (1988) | Melhor posição |
| --------------------- | -------------- |
| French Singles Chart  | 5              |
| Irish Singles Chart   | 6              |
| UK Singles Chart      | 11             |
| Media Control Charts  | 13             |
| Swiss Singles Chart   | 18             |

## Certificações
| País   | Certificação | Ano  | Vendas estimaas |
| ------ | ------------ | ---- | --------------- |
| France | Ouro         | 1988 | 500.000         |

## Créditos
- Morten Harket – Vocal
- Magne Furuholmen – Teclados, vocal
- Paul Waaktaar-Savoy – Guitarra, vocal